# Jbel Tamarrakoit
Jbel Tamarrakoit es  un volcán de escudo extinto localizado a 60 km al  sur  de la ciudad de Ifrane en el Atlas Medio de Marruecos. Esta montaña es una  de las tres estructuras volcánicas principales de la región  Azrú  junto con el  Jbel El Koudiate y Jbel Outgui.